# Болотоходный трактор

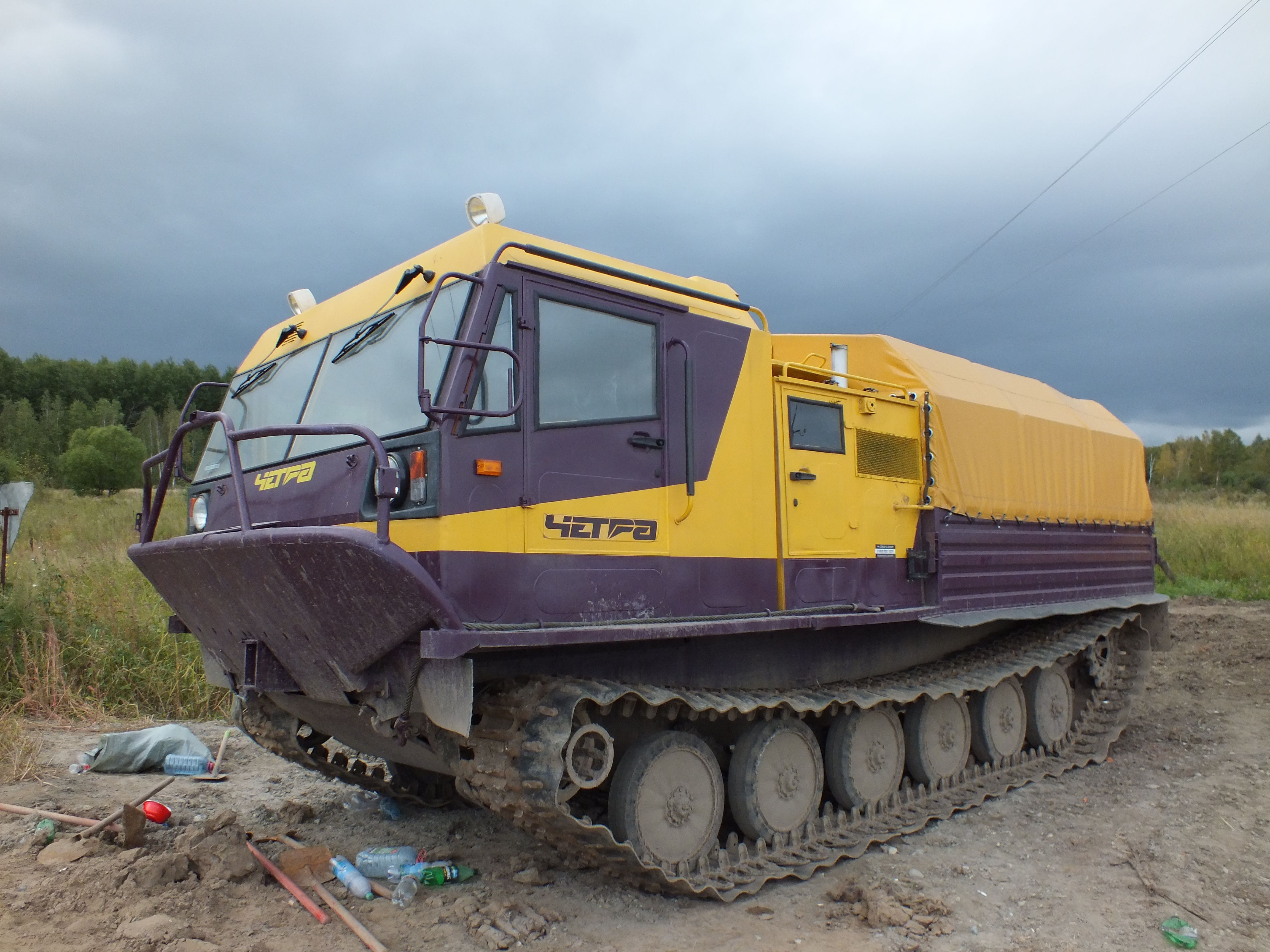
Плавающий вездеход ЧЕТРА. Обратите внимание на ширину гусениц.

Болотохо́дный тра́ктор — тип промышленного трактора, предназначенный для использования на болотистых почвах и характеризующийся пониженным давлением на грунт.

## Особенности конструкции
Болотоходные тракторы создаются на базе промышленных тракторов (общего назначения или специальных, таких как тракторы-погрузчики) либо промышленных модификаций сельскохозяйственных и лесопромышленных тракторов.
Общая компоновка и конструктивная схема болотоходных тракторов, как правило, аналогичны таковым у базовых машин, их основная конструктивная особенность — увеличенный гусеничный движитель за счёт увеличения базы и уширения гусеничной ленты и специальная конструкция траков, обеспечивающие существенное снижение удельного давления на грунт.